# Лубе Воллей
Лубе Воллей, іноді «Чивітанова» (італ. Associazione Sportiva Volley Lube) — італійський чоловічий волейбольний клуб із міста Треї. 

## Історія
Протягом певного часу клуб базувався в місті Чивітанова-Марке.
У першому матчі групового турніру Ліги чемпіонів ЄКВ 2021–2022 вдома переміг новосибірський «Локомотив» 3:0 (25:17, 25:20, 25:15).

## Поточний склад

### Гравці
Сезон 2024/2025 
| №  | Ім'я, прізвище         | Дата народження | Позиція               |
| -- | ---------------------- | --------------- | --------------------- |
| 1  | Бартелемі Шиненьєзе    | 28.02.1998      | Центральний блокуючий |
| 3  | Джованнімарія Гарджуло | 03.06.1999      | Центральний блокуючий |
| 4  | Ерік Лоеппкі           | 01.08.1998      | Догравальник          |
| 5  | Сантьяго Ордуна        | 31.08.1983      | Зв'язуючий            |
| 6  | Франческо Бізотто      | 02.05.2002      | Ліберо                |
| 7  | Фабіо Балазо           | 20.10.1995      | Ліберо                |
| 8  | Маттіа Бонінфанте      | 06.04.2004      | Зв'язуючий            |
| 9  | Порія Хоссейн Ханзаде  | 01.07.2004      | Догравальник          |
| 11 | Александар Ніколов     | 30.11.2003      | Догравальник          |
| 12 | Адіс Лаґумджія         | 29.03.1999      | Діагональний          |
| 14 | Петар Джирлич          | 27.05.1997      | Діагональний          |
| 18 | Марко Подрашчанін      | 29.08.1987      | Центральний блокуючий |
| 21 | Маттіа Боттоло         | 03.02.2000      | Догравальник          |
| 24 | Даві Теноріо           | 06.01.2005      | Центральний блокуючий |

## Досягнення

### Внутрішні турніри
Серія А:
- Чемпіон Італії (7): 2005/2006, 2011/2012, 2013/2014, 2016/2017, 2018/2019, 2020/2021, 2021/2022.
- Срібний призер (3): 2012/2013, 2017/2018, 2022/2023.
- Бронзовий призер (6): 2001/2002, 2002/2003, 2008/2009, 2010/2011, 2014/2015, 2015/2016.

Кубок Італії:
- Володар (8): 2000/2001, 2002/2003, 2007/2008, 2008/2009, 2016/2017, 2019/2020, 2020/2021, 2024/2025.
- Фіналіст (4): 2011/2012, 2012/2013, 2017/2018, 2018/2019.

Суперкубок Італії:
- Володар (4): 2006/2007, 2008/2009, 2012/2013, 2014/2015.
- Фіналіст (8): 2001/2002, 2003/2004, 2009/2010, 2013/2014, 2017/2018, 2020/2021, 2022/2023, 2023/2024.

### Континентальні кубки
Ліга чемпіонів ЄКВ:
- Володар (2): 2001/2002, 2018/2019.
- Фіналіст (1): 2017/2018.

Кубок виклику ЄКВ:'
- Володар (4): 2001/2002, 2004/2005, 2005/2006, 2010/2011.
- Фіналіст (1): 2002/2003.

Клубний чемпіонат світу:
- Володар (1): 2019/2020.
- Фіналіст (3): 2017/2018, 2018/2019, 2021/2022.

## Колишні гравці
- Олексій Гатін
- Матеуш Бенек
- Лоренцо Бернарді
- Слободан Ковач
- Майка Крістенсон
- Бартош Курек
- Бруно Резенде
- Каміль Рихліцкі
- Тейлор Сандер
- Себастьян Свідерський
- Драґан Станкович
- Лючано де Чекко
- Рікардо Сантос де Соуза
- Іван Зайцев

Докладніше: Категорія:Волейболісти «Лубе»

## Тренери
- Джованні Росічіні (1993-1994)
- Марко Паоліні (1994-1995)
- Вінченцо ді Пінту (1995-1997)
- Рауль Лозано (1997-1998)
- Даніеле Річчі (1998-1999)
- Сільвано Пранді (1999-2001)
- Роберто Машареллі (2001-2003)
- Рауль Лозано (2003-2004)
- Мауро Берруто (2004-2005)
- Даніеле Ровінеллі (2005-2010)
- Мауро Берруто (2010-2011)
- Альберто Джуліані (2011-2015)
- Джанлоренцо Бленджіні (2015-2017)
- Джампаоло Медеї (2017-2018)
- Даніеле Ровінеллі (2018-2021)
- Джанлоренцо Бленджіні (2021-2024)
- Джампаоло Медеї (2024-2025)